# 말진장
말진장(抹振將, ? ~ 기원전 12년)은 오손의 군주로, 4대 소곤미다. 2대 소곤미 부리의 아들이다.

## 생애
형 안일이 투항민들에게 살해되자, 전한에게서 그 뒤를 잇게 함을 받았다. 당시 대곤미 자율미가 강성하고 나라가 평안하니, 대곤미에게 병합될 것을 두려워해 귀족 오일령(烏日領)을 보내 거짓으로 투항한 후 자율미를 죽이게 했다. 이 때문에 전한에 인질로 가 있는 아들이 전한에게서 노예로 만들어졌다. 대곤미의 흡후 난서(難栖)에게 살해되고, 안일의 아들 안리미가 그 뒤를 이었다. 암살 모의에 함께한 동생 비원치흡후는 훗날 오손의 두 곤미를 위협할 정도로 강성해졌다.

## 출전
- 반고: 《한서》 권96하 서역전제66하, 동북아역사재단 편집 《한서외국전역주》에서 인용